# Thelasis
Thelasis is een geslacht met 26 soorten orchideeën uit de onderfamilie Epidendroideae.
Het zijn voornamelijk epifytische en lithofytische orchideeën uit de regenwouden van Zuidoost-Azië, Nieuw-Guinea en noordelijk Australië.

## Naamgeving enetymologie
- Synoniem: Oxyanthera Brogn. (1834); Rhynchophreatia (Schltr.) Schltr.

De botanische naam Thelasis is afkomstig van het Oudgriekse θηλή, thēlē (tepel), waarschijnlijk naar de vorm van de bloemen of van de pseudobulben.

## Kenmerken
Thelasis-soorten zijn overwegend epifytische planten met verticaal samengedrukte pseudobulben, dikwijls bedekt door de bladscheden. De bloemstengel draagt meestal maar één lijnvormig, leerachtig tot vlezig blad. De bloeiwijze is een laterale aar met een lange bloemsteel, en vele dicht op elkaar gepakte kleine bloempjes die zelden ver opengaan.
De bloemlip is eenlobbig, breed aan de basis waar ze versmolten is met de basis van het gynostemium, en versmallend naar de top. Er zijn acht pollinia in twee groepen van vier, door een lang en slank stipum verbonden met een verlengd viscidium.

## Habitaten verspreiding
Thelasis-soorten groeien op bomen en bemoste rotsen in de warme regenwouden van Zuidoost-Azië, van India tot China en zuidelijk tot Nieuw-Guinea en noordelijk Australië

## Taxonomie
Het geslacht telt 26 soorten. Sommige taxonomen reken ook de leden van het geslacht Oxyanthera hierbij. De typesoort is Thelasis obtusa.

### Soortenlijst
- Thelasis abbreviata (Schltr.) W.Kittr. (1984 publ. 1985)
- Thelasis angustifolia J.J.Sm. (1916)
- Thelasis bifolia Hook.f. (1890)
- Thelasis borneensis Schltr. (1906)
- Thelasis capitata Blume (1825)
- Thelasis carinata Blume (1825)
- Thelasis carnosa Ames & C.Schweinf. (1920)
- Thelasis cebolleta J.J.Sm. (1909)
- Thelasis celebica Schltr. (1911)
- Thelasis compacta Schltr. (1913)
- Thelasis copelandii Kraenzl. (1911)
- Thelasis cycloglossa Schltr. (1913)
- Thelasis edelfeldtii Kraenzl. (1911)
- Thelasis gautierensis J.J.Sm. (1916)
- Thelasis globiceps J.J.Sm. (1913)
- Thelasis javanica J.J.Sm. (1905)
- Thelasis khasiana Hook.f. (1890)
- Thelasis longifolia Hook.f. (1890)
- Thelasis macrobulbon Ridl. (1896)
- Thelasis mamberamensis J.J.Sm. (1915)
- Thelasis micrantha (Brongn.) J.J.Sm. (1905)
- Thelasis obtusa Blume (1825)
- Thelasis pygmaea (Griff.) Lindl. (1859)
- Thelasis rhomboglossa (Schltr.) Kraenzl. (1911)
- Thelasis succosa Carr (1932)
- Thelasis variabilis Ames & C.Schweinf. (1920)